# Романцов Віктор Анатолійович
Ві́ктор Анато́лійович Романцо́в (20 вересня 1970, м. Свєтлогорськ, Гомельська область, Білорусь) — білоруський журналіст, публіцист і краєзнавець. Член Спілки журналістів Білорусі (2000). Живе і працює у Свєтлогорську.

## Біографія
Закінчив середню школу № 6 м. Свєтлогорська, Свєтлогорський індустріальний технікум (1989) і філологічний факультет Гомельського державного університету імені Франциска Скорини (1996, філолог, викладач білоруської та російської мови і літератури). Служив у прикордонних військах. Працював у філії Національного державного гуманітарного ліцею імені Якуба Коласа, газетах «Хіміки» (працює і останнім часом) і «Ранок-плюс», Свєтлогорськ. Автор кількох сотень статей у періодичній пресі, декількох десятків есе. Має трьох дітей.

## Творчість
Брав участь у громадському історико-культурному об'єднанні «Повний місяць», у виявленні Здудицького кам'яного хреста. Автор ідеї археологічних розкопок на місці колишнього міста Казимир. Один з укладачів збірника матеріалів конференції «Шацілківські читання» 2010 р., склав DVD-диск про конференцію. Написав книгу «Звідана земля: Свєтлогорщина в питаннях і відповідях». Автор документального фільму «Шацілки-Свєтлогорськ: міфи і реалії» (2012–2013 рр.), документального серіалу «Звідана земля» (2017), документальний серіал «Казимир: повернення забутого міста» (2017).

## Нагороди та премії
- 1998 — 3-е місце у Світлогірському районному літературному конкурсі «Дебют» (голова журі — поет І. Котляров)[8].
- 2011 — 1-е місце в конкурсі «Літературні дожинки-2011» (ініціатива «Твій Фест», сайт Krevo.by за підтримки компанії «Будьмо білорусами!» та білоруського ПЕН-центру)[9].

## Публікації
- Аляксандр Шыманоўскі — этнограф з Чэрніна (да 160-годдзя з дня нараджэння) // Шацілкаўскія чытанні: матэрыялы II гісторыка-краязнаўчай канферэнцыі (да 450-годдзя Шацілак) у Светлагорску, 16 красавіка 2010 г. — Светлагорск, 2011, с. 53 — 58.
- Гібель карабля «Вінніца» — класічная трагедыя ў вайсковым стылі // Тамсама, с. 65 — 71.
- Зведаная зямля. Светлагоршчына ў пытаннях і адказах. — Мінск, 2011. — ISBN 978-985-6906-52-0.